# Rugops
Rugops (u prijevodu naborano lice) monospecifičan je rod abelisaurida teropodnog dinosaura iz Nigera koji je živio tijekom kasne krede (cenomanij, prije oko 95 milijuna godina), što je sada formacija Echkar. Jedina vrsta roda, Rugops primus, poznata je  samo po djelomičnoj lubanji. Imenovali i opisali su ga Paul Sereno, Jeffery Wilson i Jack Conrad 2004. godine. Rugops ima procijenjenu dužinu od 4,4 do 5,3 metra i težinu od 410 kilograma. 

## Otkriće i ime
Lubanja abelisaurida pronađena je tijekom ekspedicije 2000. koju je predvodio Paul Sereno u blizini In-Abangharita, Niger. Uzorak dolazi iz formacije Echkar grupe Tegama koja datira u cenomanij, prije oko 96 milijuna godina. U formaciji su također pronađeni primjerci karharodontosaurida Carcharodontosaurus iguidensis, spinosaurida Spinosaura, neimenovaog rebahisaurida i titanosaura, kao i ostatke krokodilomorfnih rodova Fortignathus, Laganosuchus i Kaprosuchus.